# Ettore Capriolo
Ettore Capriolo (Casarza Ligure, 21 de juny de 1926 – 26 de gener de 2013) va ser un traductor, dramaturg i professor italià.
Expert en teatre i literatura anglesa, va ser dramaturg a més d'estudiós i professor d'història del teatre a l'escola d'art dramàtic Teatro Piccolo. El 1967 va fundar i dirigir, amb Giuseppe Bartolucci i Edoardo Fadini, la revista Teatro. L'any 2002 va rebre el Premi Grinzane Cavour de traducció.
A les 10 hores del matí del 3 de juliol de 1991 va ser atacat a la seva casa de Via Curtatone, 43, de Milà. Un home d'entre vint-i-cinc i trenta anys, vestit amb texans i jaqueta lleugera d'estiu, que parlava correctament l'italià, però amb accent estranger, es va presentar com a emissari de l'ambaixada iraniana a Itàlia. Amb l'objectiu de sol·licitar-li la traducció d'un pamflet islàmic, va concertar una cita al seu domicili i el va agredir amb un ganivet. Capriolo va patir múltiples ferides al pit, coll, cara, llavis i avantbraços, que van guarir en pocs dies, així com la laceració d'un tendó, motiu pel qual va ingressar a la sala d'urgències de la Policlínica de Milà. L'atacant volia saber l'adreça de Salman Rushdie, l'autor del qual Capriolo havia traduït Els Versos Satànics.